# Lovie Austin
Lovie Austin (rodným jménem Cora Calhoun; 19. září 1887 Chattanooga, Tennessee – 10. července 1972 Chicago, Illinois) byla americká klavíristka. Od počátku dvacátých let až do své smrti žila v Chicagu. Na počátku své kariéry hrála ve vaudevillském představení. Později hrála s vlastní kapelou a pracovala pro vydavatelství Paramount Records.
Klavíristka Mary Lou Williams ji označila za svůj největší vzor.